# Gare de Shotenkyo
La gare de Shotenkyo (小天橋駅, Shotenkyo-eki) est une gare ferroviaire localisée dans la ville de Kyōtango, dans la préfecture de Kyoto, au Japon. La gare est exploitée par la compagnie Kyoto Tango Railway, sur la ligne  Miyazu.

## Service des voyageurs

### Disposition des quais
La gare de Shotenkyo est une gare disposant de deux quais et de deux voies
| N° de voie | Ligne        | Direction |
| ---------- | ------------ | --------- |
| 1          | ▆ KTR Miyazu | Miyazu    |
| 2          | ▆ KTR Miyazu | Toyooka   |

### Gares/Stations adjacentes
| Kyoto Tango Railway |              |               |              |                           |
| Direction Toyooka   | Ligne Miyazu | Ligne Miyazu  | Ligne Miyazu | Direction Miyazu          |
| Kumihama T24        |              | Rapid Service |              | Yūhigaura-Kitsu-Onsen T21 |
| Kabutoyama T23      |              | Local         |              | Yūhigaura-Kitsu-Onsen T21 |

- Les Limited Express Hashidate et Tango Relay s'arrêtent à cette gare

| Limited Express       |  |             |  |          |
| Yūhigaura-Kitsu-Onsen |  | Hashidate   |  | Kumihama |
| Yūhigaura-Kitsu-Onsen |  | Tango Relay |  | Kumihama |